# Lista de ministros de Portugal

Bandeira oficial dos ministros portugueses.

Esta é a lista de ocupantes de cargos ministeriais (ou equivalentes) de Portugal, entre a instauração do governo liberal da regência de D. Pedro a 15 de março de 1830 e a atualidade, incluindo membros do governo hirarquicamente superiores aos ministros: chefes de governo (incluindo dois chefes simultaneamente de Estado e de governo, do período presidencialista da República Nova) e vice-chefes de governo.
A informação apresentada inclui o nome comum pelo qual o ministro é conhecido; o seu retrato (quando existente na Wikipédia); o cargo ou cargos ministeriais que ocupou, incluindo informação sobre a posição ordinal na lista de ministros desse cargo, o número de vezes em que serviu no cargo, e eventuais períodos interinos ou de nomeações sem tomada de posse; o período ou períodos em que serviu (no formato "ano–ano") e o governo ou governos em que serviu (incluindo o chefe de governo respetivo).
Os ministros estão organizados de acordo com as seguintes regras:
- Por último apelido do nome comum. Ex.: Para "António Maria de Fontes Pereira de Melo", ver "Melo, António Maria de Fontes Pereira de"
- Em muitos casos, o nome comum não é igual ao nome completo. Ex.: Para "Maria da Assunção de Oliveira Cristas Machado da Graça" e "João Ferreira Franco Pinto Castelo Braco", ver, respetivamente, "Cristas, Assunção" e "Franco, João".
- Para apelidos compostos, ver a primeira palavra do apelido. Exs.: Para "António de Azevedo Castelo Branco" ou "Luís da Cunha Corte Real", ver "Castelo Branco, António de Azevedo" e "Corte Real, Luís da Cunha", e não "Branco, António de Azevedo Castelo" e "Real, Luís da Cunha Corte". Atenção, que nomes compostos (Castelo Branco, Corte Real, Paço d'Arcos) são diferentes de apelidos combinados (Cavaco Silva, Oliveira Salazar, Mouzinho de Albuquerque, Canto e Castro). Para estes últimos respeite a regra inicial e procure por "Silva, Aníbal Cavaco", "Salazar, António de Oliveira", "Albuquerque, Luís Mouzinho de" e "Castro, João do Canto e".
- Em casos em que o ministro não seja conhecido por nenhum apelido, sendo-o apenas por nome de batismo/nome próprio, procure pelo último nome. Exs.: Para "João Crisóstomo" e "José Sócrates", ver "Crisóstomo, João" e "Sócrates, José".
- Para casos em que o apelido pelo qual o ministro é conhecido não corresponda a nenhum apelido oficial do nome do ministro, mas que ainda assim é o nome pelo qual é conhecido, pesquise por esse nome. Exs: Para "Henrique Monteiro Correia da Silva", "João Pinto da Costa Leite" e "Maria Isabel Girão de Melo Veiga Vilar", ver, respetivamente, "Paço d'Arcos, Henrique", "Lumbrales, João" e "Alçada, Isabel".
- Para casos em que o uso de um apelido (ou mesmo um nome próprio) pelo qual o ministro é conhecido tenha a sua ordem trocada, aparecendo no final do nome, pesquise pelo último apelido do seu nome verdadeiro. Exs: Para "Manuel da Silva Passos" (Passos «Manuel») ou "João Baptista da Silva Ferrão de Carvalho Martens" (João Martens «Ferrão»), pesquisar, respetivamente por "Passos «Manuel», Manuel da Silva" e "Martens «Ferrão», João".
- Em caso de uso de um título nobiliárquico, o título substitui o apelido da primeira regra. Ex.: Para "Pedro de Sousa Holstein, Duque de Palmela", ver "Palmela, Duque de".
- Em casos em que o ministro tenha ocupado cargos ministeriais com títulos nobiliárquicos diferentes ou que tenha sido ministro anteriormente sem ter ainda título nobiliárquico, estará organizado pelo seu último título nobiliárquico usado enquanto ministro. Ex.: Para "Joaquim de Sousa Quevedo Pizarro" (que ocupou cargos ministeriais primeiro com o seu próprio nome e, depois, como "Visconde de Bóbeda"), ver "Bóbeda, Visconde de". Caso desconheça os eventuais títulos nobiliárquicos, será redirecionado para "Bóbeda, Visconde de" caso procure "Pizarro, Joaquim de Sousa Quevedo".
- Em casos em que o título seja composto por várias palavras, procure pela primeira do título. Ex.: Para o "Barão de Ponte da Barca", ver "Ponte da Barca, Barão de" e não "Barca, Barão de Ponte da".
- Em casos em que o título nobiliárquico tenha sido atribuído após a passagem por cargos ministeriais, procure sempre pelo próprio nome do ministro, e nunca pelo futuro título. Dentro do possível, se procurar por um eventual futuro título, este redirecioná-lo-á para o nome do ministro.
- Listam-se também os órgão coletivos que detiveram pastas ministeriais em determinados momentos históricos, alfabeticamente listadas pelo seu nome comum. Ex.: Para "Junta de Salvação Nacional", ver este nome, e não "Nacional, Junta de Salvação".

Devido a questões práticas de espaço e de tempo de carregamento da página, este anexo encontra-se subdividido em 8 subanexos, organizados alfabeticamente por ordem do último apelido (ou sobrenome, em português brasileiro) do nome pelo qual é comummente conhecido o ministro, respeitando-se as regras acima descritas.
- Anexo:Lista de ministros de Portugal (Ab–Bo)
- Anexo:Lista de ministros de Portugal (Br–Cl)
- Anexo:Lista de ministros de Portugal (Co–Fa)
- Anexo:Lista de ministros de Portugal (Fe–La)
- Anexo:Lista de ministros de Portugal (Le–Me)
- Anexo:Lista de ministros de Portugal (Mi–Pe)
- Anexo:Lista de ministros de Portugal (Pi–Sa)
- Anexo:Lista de ministros de Portugal (Sc–Ze)